# Benito Zambrano
Benito Zambrano (Lebrija, 20 marzo 1965) è un regista e sceneggiatore spagnolo.
Nel 2000 il suo film Solas è stato candidato al Premio Goya per il miglior film come pure La voz dormida nel 2012.
Habana Blues è stato presentato nella sezione Un Certain Regard al 58º Festival di Cannes.

## Filmografia

### Cortometraggi
- La última humillación (1987)
- Un niño mal nacido (1989)
- ¿Quién soy yo? (1988)
- Melli (1990)

### Mediometraggi e lungometraggi
- ¿Para qué sirve un río? (1991)
- Los que se quedaron (1993)
- El encanto de la luna llena (1995)
- Solas (1999)
- Padre Coraje (2002)
- Habana Blues (2005)
- La voz dormida (2011)
- Intemperie (2019)
- Pane al limone con semi di papavero (2021)